# Liefdespark
Het Liefdespark, voorheen Statuutpark en Hewittpark, is een park in Nieuw-Nickerie, Suriname. 
Langs het park liggen de L.H. Wixstraat (met daaraan de Bueno Bibaz Mulo 1 en de voormalige kweekschool; later Imeao), de Julianastraat (met een lounge), de Annastraat (met het Mungra Medisch Centrum) en de Hendrikstraat.
Het park werd in 1879 aangelegd, tijdens de stichting van Nieuw-Nickerie. Al bij de aanleg werd er hier geen bebouwing ingetekend. Districtscommissaris (dc) Hewitt voorkwam in het midden van de 20e eeuw dat ook dit gedeelte bebouwd zou worden. Het was toen een drassig land waar hij een grasveld van liet maken met parkeerplaatsen voor auto's erbij. Dc J.A.J. Quintus Bosch zette dit werk voort en liet een Waringin planten, een type boom dat heel groot kan worden. Hij wijzigde de bestemming van het terrein in speelvelden voor de jeugd. Hij liet ook een vijver aanleggen en verhoogde een deel waar banken en een betonnen wandelpad werd aangelegd. Ook kwamen er bijzondere planten te staan die hij van een buitenlandse reis had meegebracht. Quintus Bosch wilde niet zijn naam aan het park verbinden en liet die wijzigen van Hewittpark naar Statuutpark. Dit is een verwijzing naar het Statuut voor het Koninkrijk der Nederlanden van 28 oktober 1954, waarin werd geregeld dat Suriname en de Nederlandse Antillen landen werden binnen het koninkrijk. 
Naast recreatie wordt het park gebruikt als sportveld. In augustus/september 2022 werd het park grondig gerenoveerd. In 2024 werd akkoord gegeven op de aanleg van een trimbaan en een looppad door het park.

## Monumenten
In het park staan meerdere monumenten. De volgende lijst is mogelijk niet compleet:
- 1963: Monument 90 jaar Hindoestaanse immigratie
- 1990: Monument 100 jaar Javaanse immigratie
- 2008?: Monument van de liefde[8]